# Mistrovství světa v biatlonu 2023 – štafeta žen
Ženská štafeta na Mistrovství světa v biatlonu 2023 se konala v sobotu 18. února v oberhofském biatlonovém stadionu Lotto Thüringen Arena am Rennsteig. Start proběhl v 15:00 hodin středoevropského času.
Obhájcem prvenství byl norský tým, který dojel se čtyřmi trestnými koly šestý. Úřadujícími olympijskými šampionkami byly reprezentantky Švédska, ty obsadily třetí místo.
Vítězem se stala štafeta reprezentující Itálii ve složení Samuela Comolová, Dorothea Wiererová, Hannah Auchentallerová a Lisa Vittozziová. Pro Itálii do bylo první vítězství v této disciplíně.

## Průběh závodu
Den před závodem bylo konání závodu kvůli předpovědi počasí ohroženo,  ale při vlastním závodě byly podmínky mírnější než při mužské štafetě. V závodě vedly zpočátku švédské biatlonistky, ale po třetí střelbě se do čela dostala Francouzka Anaïs Chevalierová-Bouchetová před Italkou Dorotheou Wiererovou. Když musela Chevalierová-Bouchetová po střelbě vstoje na trestné kolo, Wiererová se dostala do čela s téměř půlminutovým náskokem. Tuto pozici udržela na třetím úseku i Hannah Auchentallerová, i když se její náskok snížil na pět sekund před domácím Německem na druhém místě. Na posledním úseku rozhodla osmá střelba, kterou Italka Lisa Vittozziová zastřílela čistě a rychle. Němka Denise Herrmannová-Wicková střílela pomalu a musela jednou opravovat,.

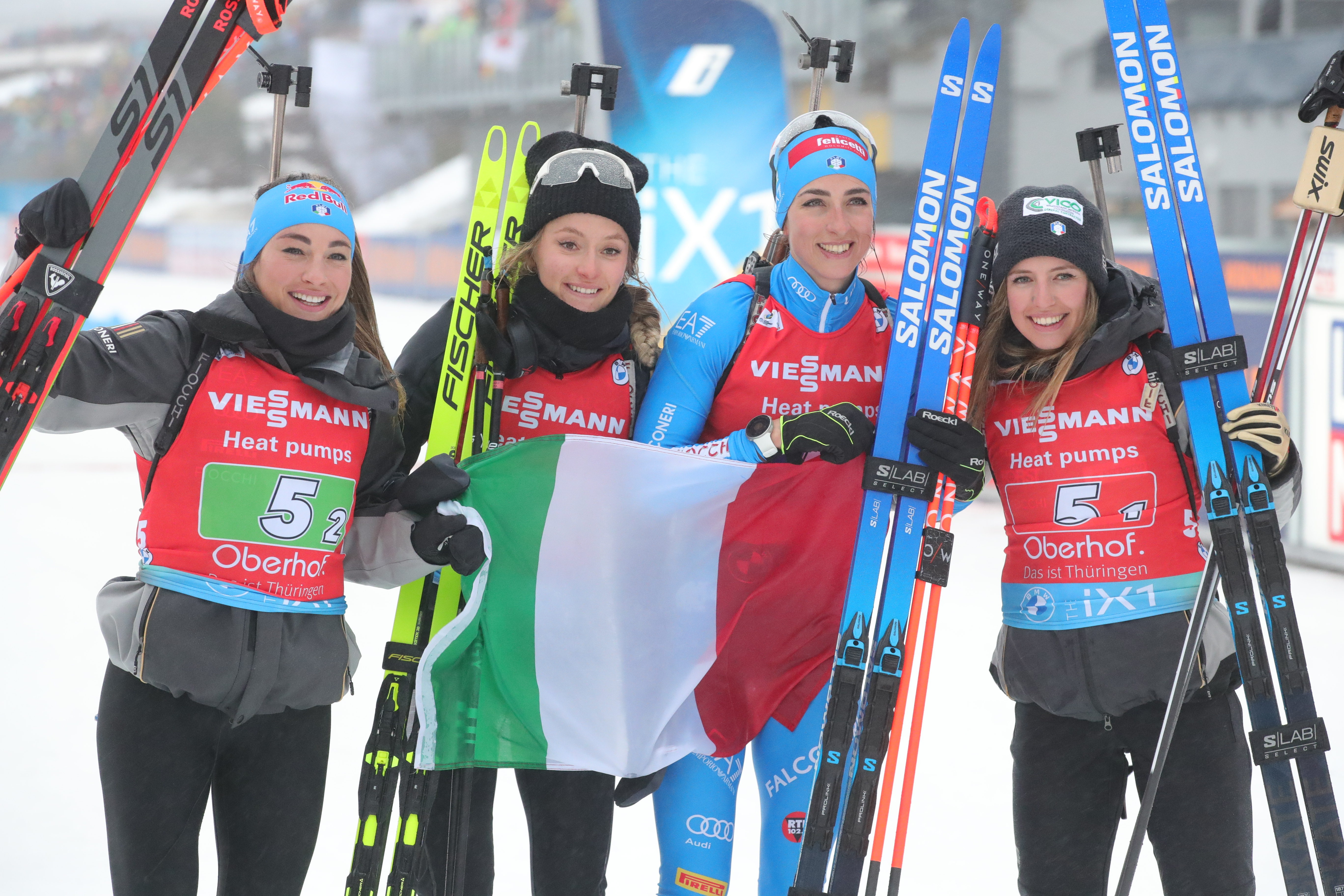
Vítězný italský tým

Itálie získala po čtyřech letech zlatou medaili ve štafetě a vůbec první v ženské štafetě na mistrovství světa. Muži předtím dokázali kolektivní závod ovládnout v letech 1990 a 1993. Němky třetí rok za sebou skončily v závodě ženských štafet na mistrovství světa na stříbrné pozici. Třetí místo obsadily závodnice Švédska.
Českou štafetu rozjížděla Tereza Voborníková. Jela rychle a předávala půl vteřiny za Švédskem. Tereza Vinklárková pak běžela pomaleji, ale s dvěma chybami střílela lépe než většina soupeřek a udržovala se na šesté pozici. Markéta Davidová předjela švédskou a finskou štafetu a na střelbu vstoje přijížděla čtvrtá, čtvrt minuty za vedoucí Itálií. Po ní musela na trestné kolo, ale zůstala čtvrtá, i když už s odstupem tři čtvrtě minuty. Tak taky předávala Lucii Charvátové, která však po střelbě vleže a dvou trestných kolech klesla na osmé místo. Vstoje nezasáhla dva terče, ale posunula se před Lenu Häckiovou-Großovou ze Švýcarska, která jela trestné kolo. Ta se před ní v posledním kole dostala, ale Charvátová ji před cílovou rovinou předjela a dovezla českou štafetu do cíle na sedmém místě.

## Výsledky
| Zlatá medaile    | 5  | ItálieSamuela Comolová Dorothea Wiererová Hannah Auchentallerová Lisa Vittozziová                         | 1:14:39,7 18:08,8 18:43,2 19:27,0 18:20,7 | 0+0 0+2 0+0 0+0 0+0 0+1 0+0 0+0         |         |
| Stříbrná medaile | 3  | NěmeckoVanessa Voigtová Hanna Kebingerová Sophia Schneiderová Denise Herrmannová-Wicková                  | 1:15:04,4 18:15,9 19:18,9 18:49,8 18:39,8 | 0+3 0+3 0+0 0+0 0+2 0+0 0+1 0+2 0+0 0+1 | +24,7   |
| Bronzová medaile | 1  | ŠvédskoLinn Perssonová Anna Magnussonová Elvira Öbergová Hanna Öbergová                                   | 1:15:34,4 18:03,1 19:42,8 19:11,3 18:38,2 | 0+6 2+5 0+2 0+0 0+1 2+3 0+1 0+2 0+2 0+0 | +55,7   |
| 4.               | 2  | FrancieLou Jeanmonnotová Anaïs Chevalierová-Bouchetová Chloé Chevalierová Julia Simonová                  | 1:16:11,3 18:17,1 18:56,3 19:50,0 19:07,9 | 0+4 1+8 0+0 0+3 0+0 1+3 0+3 0+2 0+1 0+0 | +1:31,6 |
| 5.               | 8  | RakouskoDunja Zdoucová Anna Gandlerová Anna Juppeová Lisa Theresa Hauserová                               | 1:16:47,7 18:49,9 19:18,0 19:55,2 18:44,6 | 0+6 0+6 0+1 0+3 0+1 0+2 0+3 0+1 0+1 0+0 | +2:08,0 |
| 6.               | 4  | NorskoKaroline Offigstad Knottenová Ingrid Landmark Tandrevoldová Ida Lienová Marte Olsbuová Røiselandová | 1:17:00,6 18:08,1 19:52,8 20:07,0 18:52,7 | 0+4 4+9 0+1 0+2 0+1 3+3 0+1 1+3 0+1 0+1 | +2:20,9 |
| 7.               | 7  | ČeskoTereza Voborníková Tereza Vinklárková Markéta Davidová Lucie Charvátová                              | 1:17:24,8 18:03,6 19:53,1 19:06,1 20:22,0 | 2+6 1+5 0+1 0+0 0+2 0+0 0+0 1+3 2+3 0+2 | +2:45,1 |
| 8.               | 6  | ŠvýcarskoAmy Basergová Aita Gasparinová Elisa Gasparinová Lena Häckiová-Großová                           | 1:17:25,3 18:42,1 19:35,7 19:49,2 19:18,3 | 0+6 1+9 0+0 0+3 0+1 0+1 0+3 0+2 0+2 1+3 | +2:45,6 |
| 9.               | 14 | PolskoAnna Mąková Kamila Żuková Joanna Jakielová Natalia Sidorowiczová                                    | 1:19:28,6 19:01,0 19:35,8 20:06,9 20:44,9 | 0+7 0+9 0+0 0+2 0+3 0+2 0+2 0+3 0+2 0+2 | +4:48,9 |
| 10.              | 10 | EstonskoRegina Ermitsová Tuuli Tomingasová Susan Külmová Johanna Talihärmová                              | 1:20:00,5 20:39,4 19:57,9 20:22,1 19:01,1 | 2+4 2+7 2+3 0+1 0+0 1+3 0+1 1+3 0+0 0+0 | +5:20,8 |
| 11.              | 11 | KanadaNadia Moserová Emily Dicksonová Benita Peifferová Emma Lunderová                                    | 1:20:03,4 18:49,5 21:40,8 20:19,5 19:13,6 | 0+2 1+8 0+0 0+2 0+0 1+3 0+0 0+1 0+2 0+2 | +5:23,7 |
| 12.              | 15 | SlovinskoŽiva Klemenčičová Lena Repincová Anamarija Lampičová Polona Klemenčičová                         | 1:20:18,0 19:00,4 20:01,9 21:59,0 19:16,7 | 0+3 3+9 0+0 0+2 0+1 0+3 0+1 3+2 0+1 0+2 | +5:38,3 |
| 13.              | 9  | FinskoSuvi Minkkinenová Mari Ederová Nastassia Kinnunenová Erika Janková                                  | 1:20:37,6 18:32,4 19:14,4 22:26,6 20:24,2 | 1+6 0+5 0+0 0+1 0+3 0+0 1+3 0+2 0+0 0+2 | +5:57,9 |
| 14.              | 12 | UkrajinaAnastasija Merkušinová Darja Blašková Ljubov Kypjačenkovová Olena Bilosjuková                     | 1:21:52,8 19:07,5 21:07,8 20:08,2 21:29,3 | 0+4 3+4 0+3 0+0 0+1 0+0 0+0 0+1 0+0 3+3 | +7:13,1 |
| 15.              | 13 | USADeedra Irwinová Joanne Reidová Chloe Levinsová Kelsey Joan Dickinsonová                                | 1:22:35,7 20:13,3 19:41,0 20:43,8 21:57,6 | 0+8 1+7 0+3 1+3 0+2 0+1 0+1 0+1 0+2 0+2 | +7:56,0 |
| 16.              | 16 | JaponskoFujuko Tačizakiová Aoi Satová Asuka Hachisukaová Hikaru Fukudaová                                 | 1:23:18,3 18:56,8 21:09,5 20:44,3 22:27,7 | 0+5 0+7 0+0 0+2 0+3 0+3 0+2 0+0 0+0 0+2 | +8:38,6 |
| Zdroj:           |    | |                                           |                                         |         |

## Další fotografie

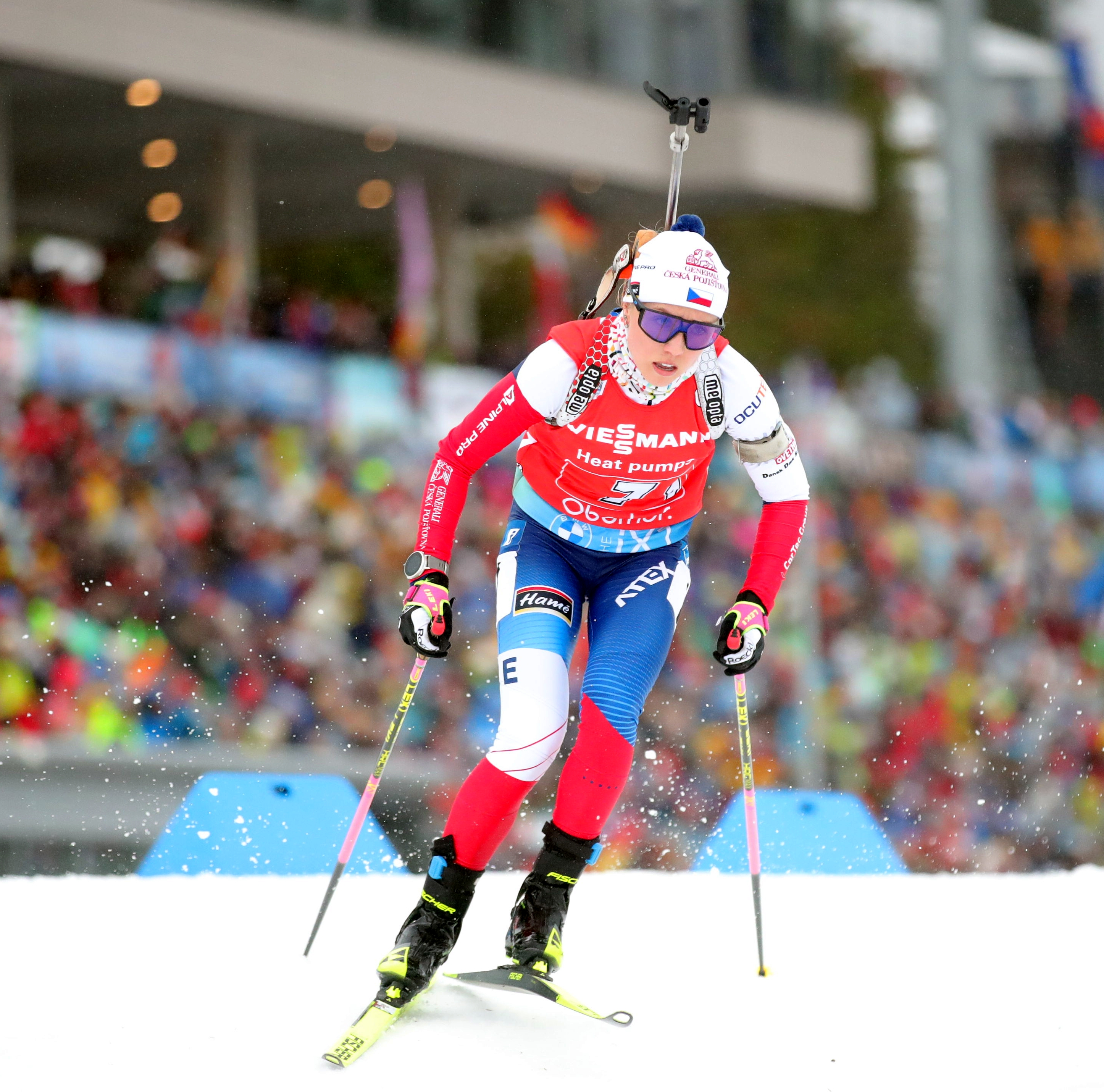
Tereza Voborníková v druhém kole
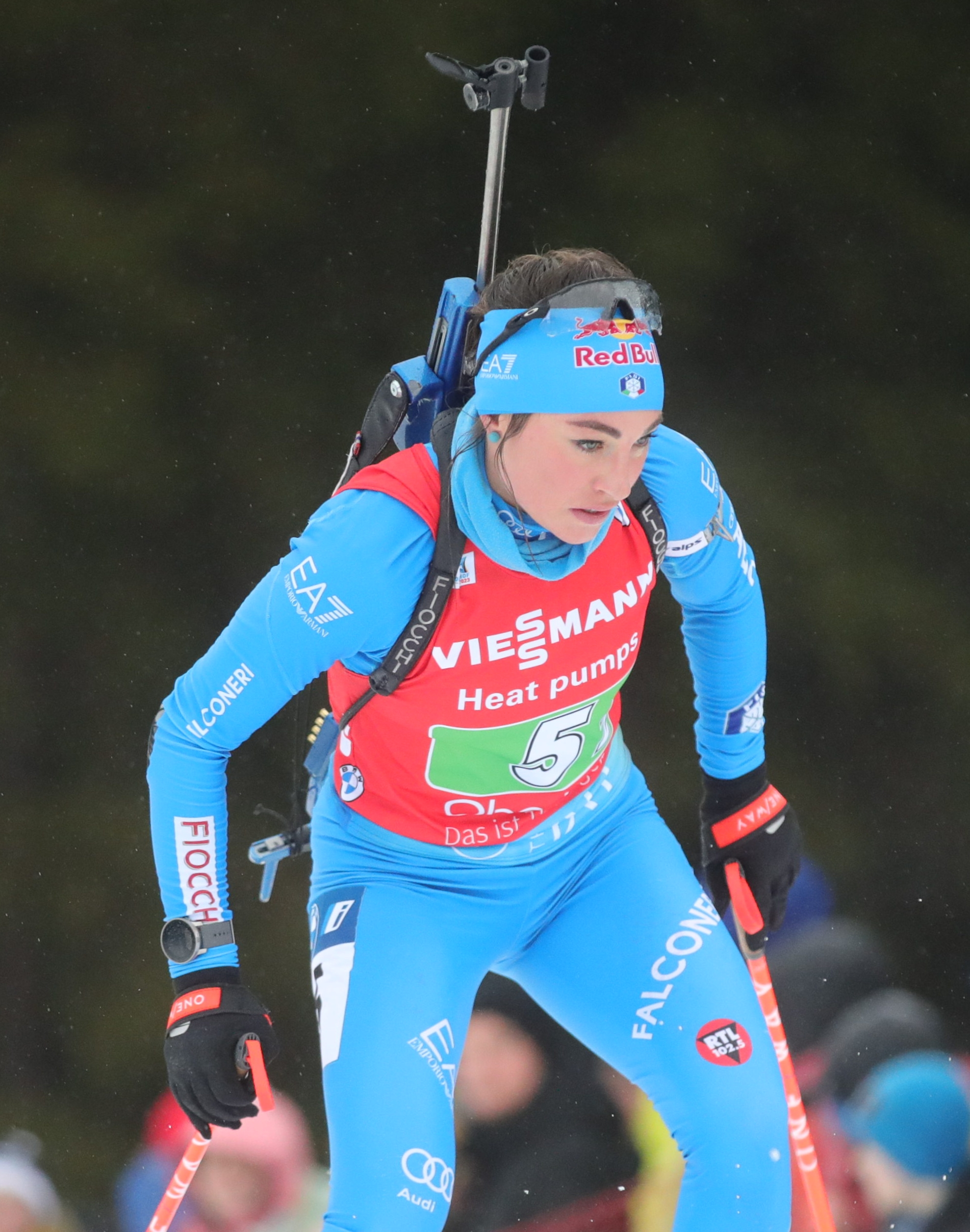
Dorothea Wiererová
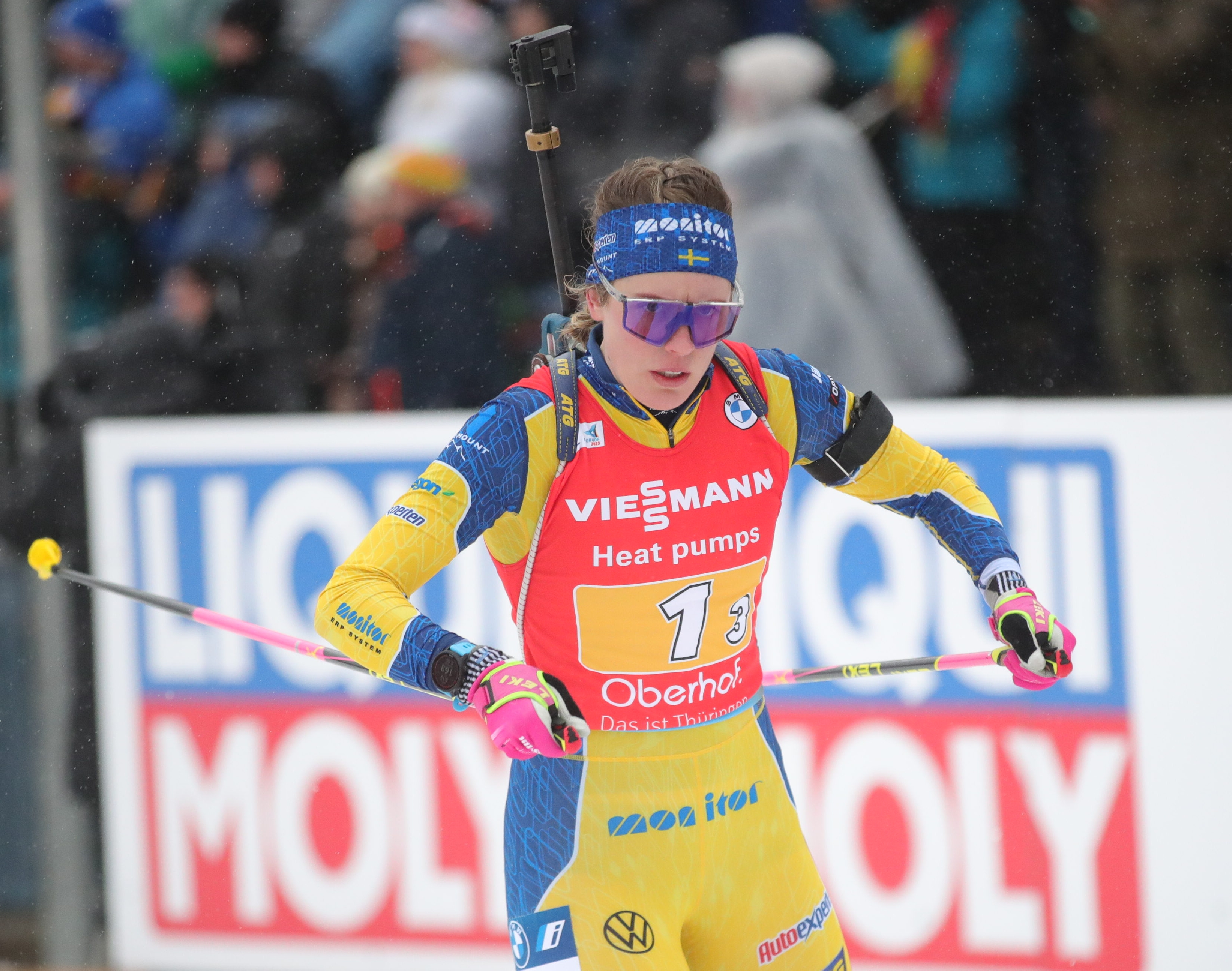
Elvira Öbergová
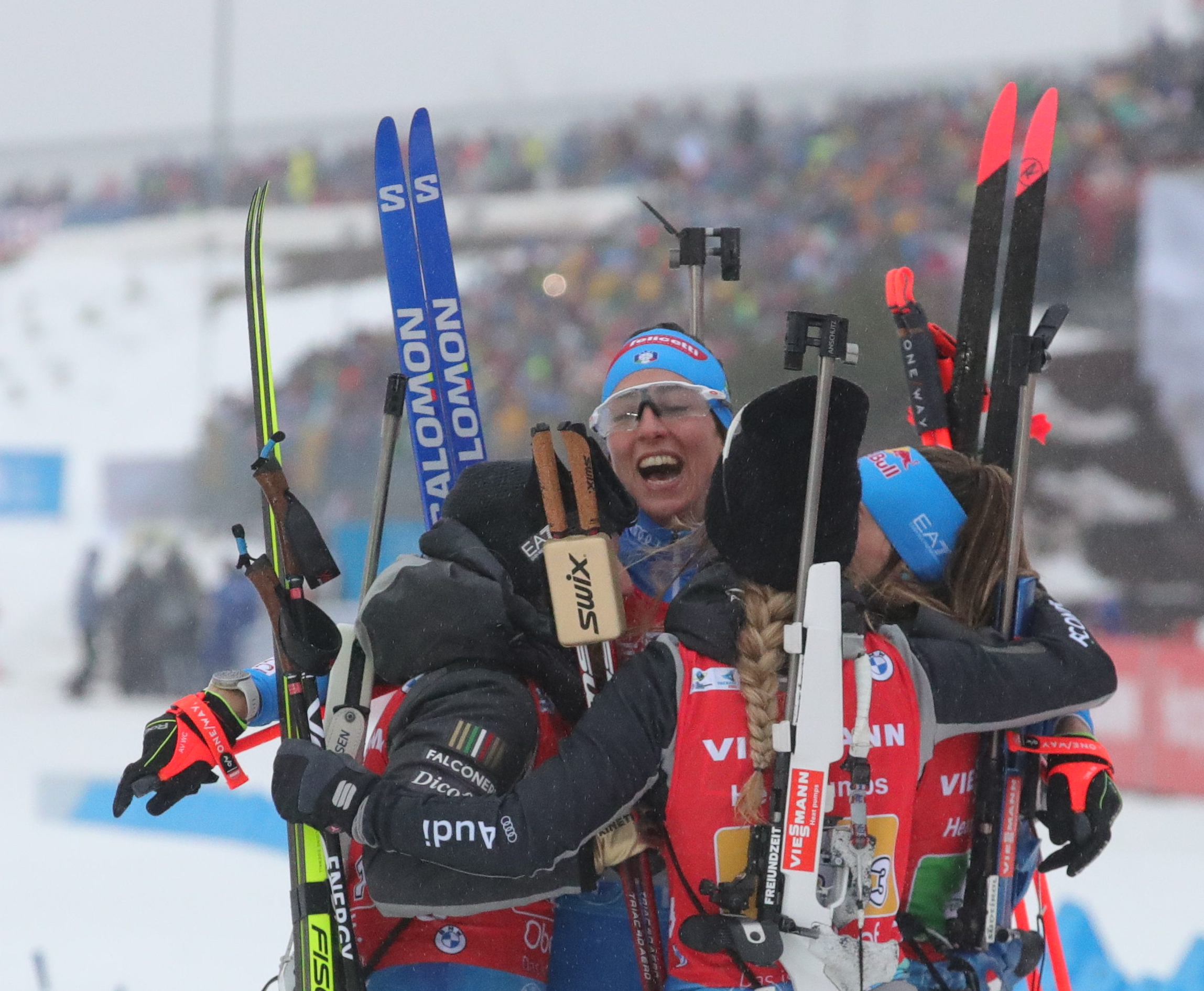
Lisa Vittozziová v cíli v objetí svých kolegyň